# Konica Minolta
Konica Minolta, Inc. (コニカミノルタ) er en japansk multinational producent af billedbehandlingsudstyr, kopimaskiner og printere. De har også produkter indenfor optik. Hovedkontoret er i Marunouchi, Chiyoda, Tokyo og de har kontorer i 49 lande. Konica Minolta blev etableret i 2003 ved en fusion mellem Konica og Minolta.